# Howard Wilkinson
Howard Wilkinson (Sheffield, 13 november 1943) is een Engels voormalig voetbalcoach en voetballer die als vleugelspeler werd opgesteld. Zijn grootste succes als coach was de winst van het Engels landskampioenschap met Leeds United in 1992. Hij was in 1999 en 2000 bondscoach ad interim van het Engels voetbalelftal.

## Clubcarrière
Als speler won hij de Northern Premier League met Boston United in 1973 en 1974. Bij die club begon Wilkinson zijn trainersloopbaan in 1975. Wilkinson werd geboren in Sheffield en speelde voor de twee grootste clubs uit die stad; Sheffield United en Sheffield Wednesday. Hij beëindigde zijn actieve carrière in 1976, op 33-jarige leeftijd.

## Trainerscarrière
Wilkinson was acht seizoenen coach van Leeds United, van 1988 tot 1996, en stond daarnaast aan het roer bij Sheffield Wednesday (waar hij zelf vier seizoenen speelde), Sunderland en Notts County. Zijn grootste successen boekte hij met Leeds. Het absolute hoogtepunt was de landstitel in 1992, drie maanden voor de Premier League werd opgericht. Daarnaast bereikte hij de finale van de League Cup in 1996. Leeds verloor met 3–0 van het Aston Villa van coach Brian Little. Wilkinson stapte na dat seizoen op als manager van Leeds. Zijn laatste job als trainer was een functie als hoofdcoach van het Chinese Shanghai Shenhua in 2004. Sindsdien is hij op rust.
Wilkinson werd een eerste maal Engels bondscoach ad interim in 1999, nadat de voetbalbond Glenn Hoddle had ontslagen. Hij vervulde de functie nogmaals in 2000, nadat Hoddle's permanente opvolger Kevin Keegan werd ontslagen. Hij combineerde de rol als interim-bondscoach met zijn functie als trainer van de Engelse U21.

## Erelijst als trainer
Boston United
- Northern Premier League Challenge Cup: 1976
- Northern Premier League Challenge Shield: 1976
- Lincolnshire Senior Cup: 1977

Leeds United
- Football League Second Division: 1990
- Football League First Division: 1992
- FA Charity Shield: 1992